# Hideyuki Fujisawa
Fujisawa Hideyuki (藤沢秀行?) (19 de junio de 1925, Yokohama, Japón - 8 de mayo de 2009, Tokio, Japón), también conocido como Shuko Fujisawa, fue un jugador de go profesional japonés.

## Biografía
Hideyuki Fujisawa nació en Yokohama, Japón. Fue uno de los mejores jugadores de su época. Una de las "Tres Coronas" junto a Yamabe Toshiro y Keizo Suzuki (y después Kajiwara Takeo). Aunque era más conocido por sus actos controvertidos, como un mal hábito para beber, lo más importante fue su habilidad en el go. Aparte del go, era conocido por los juegos de azar y su caligrafía. También inició su autobiografía. Aunque no le importaba que le llamaran Shuko, prefería que le llamaran Hideyuki.

## Campeonatos y subcampeonatos
| Título                           | Años ganado             |
| -------------------------------- | ----------------------- |
| Actuales                         | 14                      |
| Kisei                            | 1977 - 1982             |
| Oza                              | 1967 - 1969, 1991, 1992 |
| Tengen                           | 1976                    |
| Copa NHK                         | 1969, 1981              |
| Extintos                         | 6                       |
| Meijin antiguo                   | 1962, 1970              |
| Campeonato Hayago                | 1968                    |
| Mejor Posición Asahi             | 1960                    |
| Diez Mejores Profesionales Asahi | 1965, 1968              |

| Título                       | Años perdido           |
| ---------------------------- | ---------------------- |
| Actuales                     | 10                     |
| Kisei                        | 1983                   |
| Honinbo                      | 1960, 1966             |
| Judan                        | 1968                   |
| Tengen                       | 1978                   |
| Oza                          | 1970, 1993             |
| Copa NHK                     | 1963, 1964, 1966       |
| Extintos                     | 10                     |
| Meijin antiguo               | 1963, 1964, 1971, 1972 |
| Campeonato Hayago            | 1978                   |
| Campeonato Nihon Ki-In       | 1961                   |
| Mejor Posición Asahi         | 1961                   |
| Ocho Mejores Jugadores Asahi | 1976                   |
| Dai-ichi                     | 1970, 1974             |

## Libros
- Fujisawa, Shuko (Hideyuki Fujisawa). Dictionary of Basic Tesuji. 4 vols. Richmond, VA: Slate and Shell, 2004.